# راجیو خاندلوال
راجیو خاندلوال (انگلیسی: Rajeev Khandelwal؛ زادهٔ ۱۶ اکتبر ۱۹۷۵) یک مانکن (فرد)، و هنرپیشه اهل هند است. وی از سال ۲۰۰۰ میلادی تاکنون مشغول فعالیت بوده‌است.
از جمله فیلم‌های او میتوان به قهرمان واقعی اشاره کرد.